# Txilindron
Un txilindron, txilidron ou chilindron est un poivron de fine texture et goût délicat, originaire de Calamocha en Espagne.

## Origine de la recette gastronomique
D'après le journal El Diario Vasco du Pays basque, il existe une théorie qui propose une relation entre le jeu de cartes « txilindron » et la recette du même nom. Pour gagner le jeu, il faut avoir la combinaison parfaite de cartes, celle qui rendra possible la réussite. Dans une extrapolation à la cuisine, il s'agit d'une combinaison d’éléments avec des résultats gagnants.
Dans le sens gastronomique, le txilindron ou chilindron (« chilindrón » en espagnol) est un condiment à base de tomates, poivron et oignons, pour accompagner surtout du poulet mais aussi du lapin ou de l'agneau.
La recette est supposée originaire de la ville de Teruel. Étant donné les différentes théories des chercheurs, il est seulement sûr qu'il s'agit d'une sauce typique du nord-est de l'Espagne.

## Usages dans la gastronomie régionale

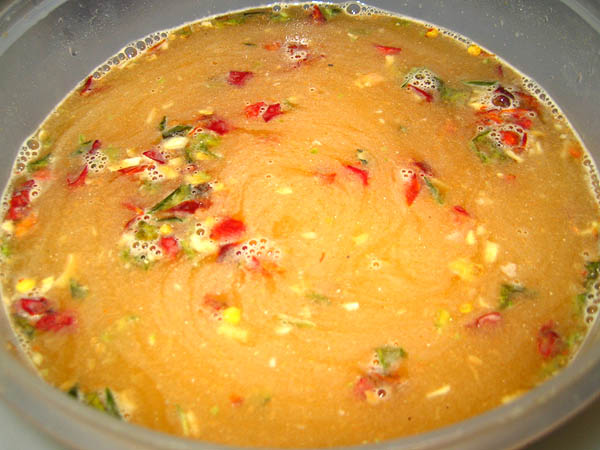
Sauce basque.

Dans la cuisine de Navarre, le txilindron est préparé à partir de poivrons desséchés pour accompagner de l'agneau. La cuisine typique de l'Aragon propose le txilindron en tant que manière de cuisiner de l'agneau, et surtout du poulet, avec des oignons, des tomates et des poivrons.
Dans la cuisine basque, les recettes de viandes préparées au txilindron proposent une sauce avec des oignons, des tomates, des poivrons et des morceaux de jambon de Bayonne, à la base. Lorsqu'une partie de l'ancien Pays basque est restée sur l'actuel territoire de la France (Pays basque français) et une autre du côté de l'actuelle Espagne (Pays basque espagnol), le jambon utilisé pour le txilindron dans les provinces d'Espagne est un jambon sec espagnol (par exemple, un jambon ibérique ou la marque de jambon Jamón Serrano).

## Plats et variantes
Du côté de la France, le mot txilindron fait souvent référence à l'agneau en chilindrón du Pays basque, bien qu'il soit possible de cuisiner aussi le poulet ou le lapin avec le même ragoût. Du côté espagnol, la viande d'agneau est privilégiée pour les recettes de txilindron dans la province de Navarre, tandis que dans le reste du pays il est d'usage de le préparer avec la chair de poulet.